# Colin Marschall
Colin Marschall (* 1. November 1960) ist ein ehemaliger deutscher Fußballspieler.
In der Saison 1977/78 spielte Marschall in der 2. Fußball-Bundesliga Süd für den FK Pirmasens. Am 27. Mai 1978, dem 38. und letzten Spieltag der Saison, absolvierte er mit dem Auswärtsspiel beim FC Augsburg seine einzige Partie als Profi-Fußballer. Das Spiel endete mit einer 0:8-Niederlage für Pirmasens, die Mannschaft stand aber bereits vor dem Spieltag als Tabellenletzter und damit als Absteiger fest. Danach folgten für Marschall keine weiteren Spiele mehr in deutschen Profiligen.